# Sankt Lorenzen im Gitschtal
Sankt Lorenzen im Gitschtal ist eine Ortschaft und als St. Lorenzen im Gitschtal eine Katastralgemeinde der Gemeinde Gitschtal in Kärnten, Österreich. 1973 wurde die davor eigenständige Gemeinde mit Weißbriach zur Gemeinde Gitschtal vereint. Die Ortschaft hat 250 Einwohner (Stand 1. Jänner 2024).
Die Ortschaft liegt an der Nordseite des Gitschtales am Fuße des Großbodens (1806 m), einem Ausläufer der Spitzegelgruppe. Im Jahr 1756 wurde eine Missionsstation gegründet und 1770 neben der Pfarrkirche St. Lorenzen im Gitschtal ein Missionshaus errichtet. Im „Verzeichnis der Sommeraufenthaltsorte in Kärnten“ aus 1887, das die Anfänge des Fremdenverkehrs dokumentiert, wird der Ort mit guter Luft, hübschen Wasserfällen und Aussichtspunkten, Spazierwegen, einer Tuffgrotte in Jadersdorf, guten Gasthöfen und Privatquartieren beschrieben. Durch diesen Ortsteil der Gemeinde Gitschtal führen der Weitwanderweg Rupertiweg 10 und der Fernwanderweg Julius Kugy Alpine Trail, Etappe 27 (ÖAV/Landesverband Kärnten).
An der Weißensee Straße (B 87) befindet sich die Worschsiedlung und im Osten außerhalb des Ortes in Richtung Jadersdorf liegt ein kleines Feriendorf. Der geschützte Mühlschuss-Wasserfall und weitere Wasserfälle befinden sich oberhalb des Ortes.